# Gouden cymus
De gouden cymus (Cymus aurescens) (Syn.: C. obliquus) is een wants uit de onderfamilie Cyminae en uit de familie bodemwantsen (Lygaeidae).
De onderfamilie Cyminae wordt ook weleens gezien als een zelfstandige familie Cymidae in een superfamilie Lygaeoidea. Lygaeidae is conform de indeling van bijvoorbeeld het Nederlands Soortenregister.

## Uiterlijk
De kop en het halsschild zijn bruin, de dekvleugels zijn lichtbruin. Het onderscheid met de drie andere soorten uit dit genus is niet eenvoudig. Net als de eikelkleurige cymus (Cymus glandicolor) heeft de gouden cymus donkere markeringen op de voorvleugels, maar deze vlekken lopen niet evenwijdig met de vleugelrand. Ze staan wat schuiner. De vleugels zijn geheel gestippeld (gepuncteerd). De wants is 3,7 – 4,3 mm lang.

## Verspreiding en habitat
De soort is verspreid in Europa van het zuiden van Scandinavië tot de noordrand van het Middellandse Zeegebied en verder naar het oosten in Siberië, Centraal-Azië en China. Hij komt voor in zeer vochtige gebieden en natte weilanden en heeft een voorkeur voor halfschaduw.

## Leefwijze
Deze wantsen leven voornamelijk op planten uit de cypergrassenfamilie (Cyperaceae) zoals bosbies (Scirpus sylvaticus). Ze zijn zelden te vinden op planten uit de russenfamilie (Juncaceae) (zeegroene rus (Juncus inflexus))